# 里院
里院是中國山東省青島市當地特有的民居，這是一種砖木结构的中西結合建築，也被視為西式建筑和四合院的结合。里院的墙基和瓦分別引入西方的石材以及牛舌瓦或机平瓦，但内部為中式的木结构。一個里院由多個建築組成，多個建築之間有四合院式的正方形或长方形天井。里院高度為两至三层，每层有走廊。里院的平面呈“口”、“日”、“凸”、“目”、“回”字狀造型。
20世纪初，祥福洋行的建筑设计师阿尔弗莱德·希姆森设计在大鲍岛設計了首座里院。1920-30年代是里院修建的高峰期。1933年时，青島有506处里院，房间16701间，住户10669家。1970年代後，很少再有新的里院建成。現今青島市區留存三百七十餘處里院建築。2024年4月，青島里院早期建築群入選第九批中國20世紀建築遺產名錄。